# 朱欽
朱欽（1444年—1520年），字懋恭，福建承宣布政使司邵武府邵武縣（今福建省邵武縣）人，明朝政治人物，官至山東巡撫。

## 生平
朱欽從師于吳與弼，以學行著稱。成化八年（1472年）登進士，授寧波府推官。因政绩卓著，征為監察御史。出督漕運、巡按河南、清軍廣西，均有政績。弘治年間，升山東按察使司副使，歷任浙江按察使。弘治十五年入覲，吏部舉薦天下治行卓異者六人，其中就有朱欽。僉都御史林俊亦舉薦朱欽繼任其職。後升湖廣左布政使。明武宗繼位后，以右副都御史巡撫山東，后得罪劉瑾。當時，朱欽治理山東各地吏治，因事連坐致仕。劉瑾被誅后，恢復官職。正德十五年去世。

## 家族
曾祖父朱子文。祖父朱孟齡。父亲朱道暉。

## 延伸阅读
[在维基数据编辑]
 《國朝獻徵錄·卷之六十一》，出自焦竑《國朝獻徵錄》
 《明史卷一百八十六》，出自《明史》